# Dear Moon

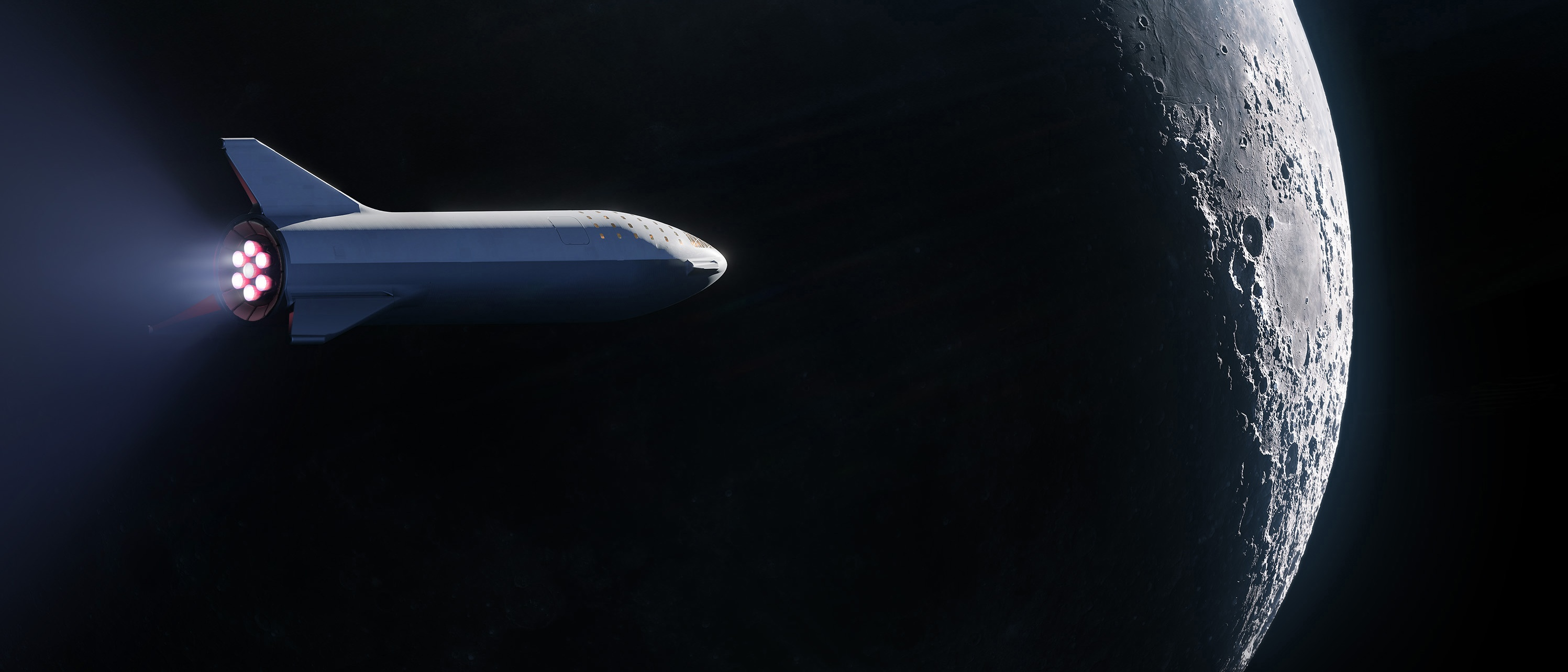
Ein Starship beschleunigt vor dem Mond (künstlerische Darstellung von 2018)

Dear Moon (stilisiert: dearMoon) war ein für 2023 geplanter touristischer Raumflug und ein Kunstprojekt, das von dem japanischen Milliardär Yusaku Maezawa konzipiert und finanziert wurde. Der Flug sollte mit einem Starship-Raumschiff von SpaceX am Mond vorbei und zurück zur Erde führen und sechs Tage dauern. Neben Maezawa sollten acht von ihm ausgewählte Künstler und zwei Besatzungsmitglieder kostenlos mitfliegen. Maezawa erwartete, dass die Erfahrung des Raumflugs die Passagiere zur Schaffung von Neuem inspirieren würde. Die unter dem Eindruck des Flugs geschaffene Kunst sollte einige Zeit nach der Rückkehr zur Erde ausgestellt werden, um den Frieden in der Welt zu fördern. Wegen eines unklaren Zeitplans für die Fertigstellung des bemannten Starship ließ Maezawa im Juni 2024 die Einstellung des Projekts bekanntgeben.

## Planung
Im Februar 2017 gab SpaceX bekannt, dass geplant sei, zwei Weltraumtouristen um den Mond zu fliegen. Diese Mission, die für Ende 2018 angekündigt wurde, sollte mit der bereits für das Commercial Crew Program der NASA in Entwicklung befindlichen Kapsel Crew Dragon durchgeführt und mit einer Falcon-Heavy-Rakete gestartet werden.
Zum Zeitpunkt der Ankündigung 2017 befand sich auch die Falcon Heavy noch in Entwicklung. Branchenanalysten merkten an, dass der von SpaceX vorgeschlagene Zeitplan zu ehrgeizig sein könnte, da die Kapsel Modifikationen benötige, um die Unterschiede im Flugprofil zwischen dem vorgeschlagenen Mondflug und ihrer Hauptverwendung für den Crew-Transfer zu Raumstationen in einer Erdumlaufbahn zu bewältigen.
Im Februar 2018 gab SpaceX bekannt, dass man nicht mehr plane, die Falcon Heavy für die bemannte Raumfahrt zu zertifizieren und dass Mondmissionen stattdessen mit dem Starship (damals BFS genannt) geflogen werden sollten. Im September 2018 stellte SpaceX dann gemeinsam mit Maezawa die Dear-Moon-Mission vor, die 2023 stattfinden solle. Erst dadurch wurde bekannt, dass Maezawa der Auftraggeber des bereits 2017 vereinbarten Crew-Dragon-Mondflugs war.
Einen ersten Raumflug absolvierte Maezawa bereits 2021; mit der russischen Mission Sojus MS-20 besuchte er für zwei Wochen die Internationale Raumstation. Die Entwicklung des Starship gestaltete sich derweil aufwändiger als erhofft, sodass der Termin 2023 für Dear Moon nicht mehr haltbar war. Im März 2023 rechnete die SpaceX-Präsidentin Gwynne Shotwell mit einem ersten bemannten Flug frühestens im Jahr 2025. Dieser solle erst stattfinden, nachdem sich das Starship bei mindestens 100 unbemannten Flügen bewährt habe. Den bemannten Erstflug buchte anschließend der US-amerikanische Unternehmer Jared Isaacman für sein Polaris-Raumflugprojekt. Dear Moon hätte demnach frühestens in den späteren 2020er Jahren stattfinden können.

## Passagiere
Am 7. Februar 2019 wurde auf dem YouTube-Kanal des Projekts ein Video veröffentlicht, in dem Maezawa mit Regisseur Damien Chazelle und Hauptdarsteller Ryan Gosling über den Film Aufbruch zum Mond diskutiert. In dem Video lädt Maezawa Chazelle offiziell ein, ihn bei seinem Projekt zu begleiten. Chazelle antwortete darauf, dass er darüber nachdenken und es mit seiner Frau besprechen müsse.
Am 2. März 2021 gab Yusaku Maezawa bekannt, dass acht Personen aus der allgemeinen Bevölkerung ausgewählt werden, um bei der Mission mitzufliegen. Die Passagiere des Projekts werden Yusaku Maezawa und sechs bis acht Künstler sein, die Maezawa einladen möchte, kostenlos mit ihm zu reisen. Ein oder zwei Astronauten und eine unbestimmte Anzahl von SpaceX-Piloten könnten ebenfalls mitfliegen. Maezawa erwartet, dass dieser Flug die Künstler zu neuen Kunstwerken inspirieren wird, die später nach ihrer Rückkehr zur Erde geschaffen und der Öffentlichkeit präsentiert werden sollen, er hofft, dass dieses Projekt dazu beitragen wird, den Frieden in der Welt zu fördern.
Am 8. Dezember 2022 gab Maezawa acht ausgewählte Besatzungsmitglieder sowie zwei Personen als Nachrücker bzw. Ersatzmannschaft bekannt.

### Hauptmannschaft
- Yusaku Maezawa, japanischer Unternehmer
- Steve Aoki, US-amerikanischer DJ und Musikproduzent
- Tim Dodd, US-amerikanischer YouTuber (Everyday Astronaut)
- Yemi A.D., tschechischer Choreograf
- Rhiannon Adam, irische Fotografin
- Karim Illiya, britischer Unterwasser-Fotograf
- Brendan Hall, US-amerikanischer Dokumentarfilmer
- Dev Joshi, indischer Schauspieler
- Choi Seung-hyun, südkoreanischer Musiker

### Ersatz
- Kaitlyn Farrington, US-amerikanische Snowboarderin
- Miyu, japanische Tänzerin